# フルマカモメ
フルマカモメ（管鼻鸌、フルマ鷗、学名：Fulmarus glacialis）は、ミズナギドリ目ミズナギドリ科フルマカモメ属に分類される鳥類。

## 分布

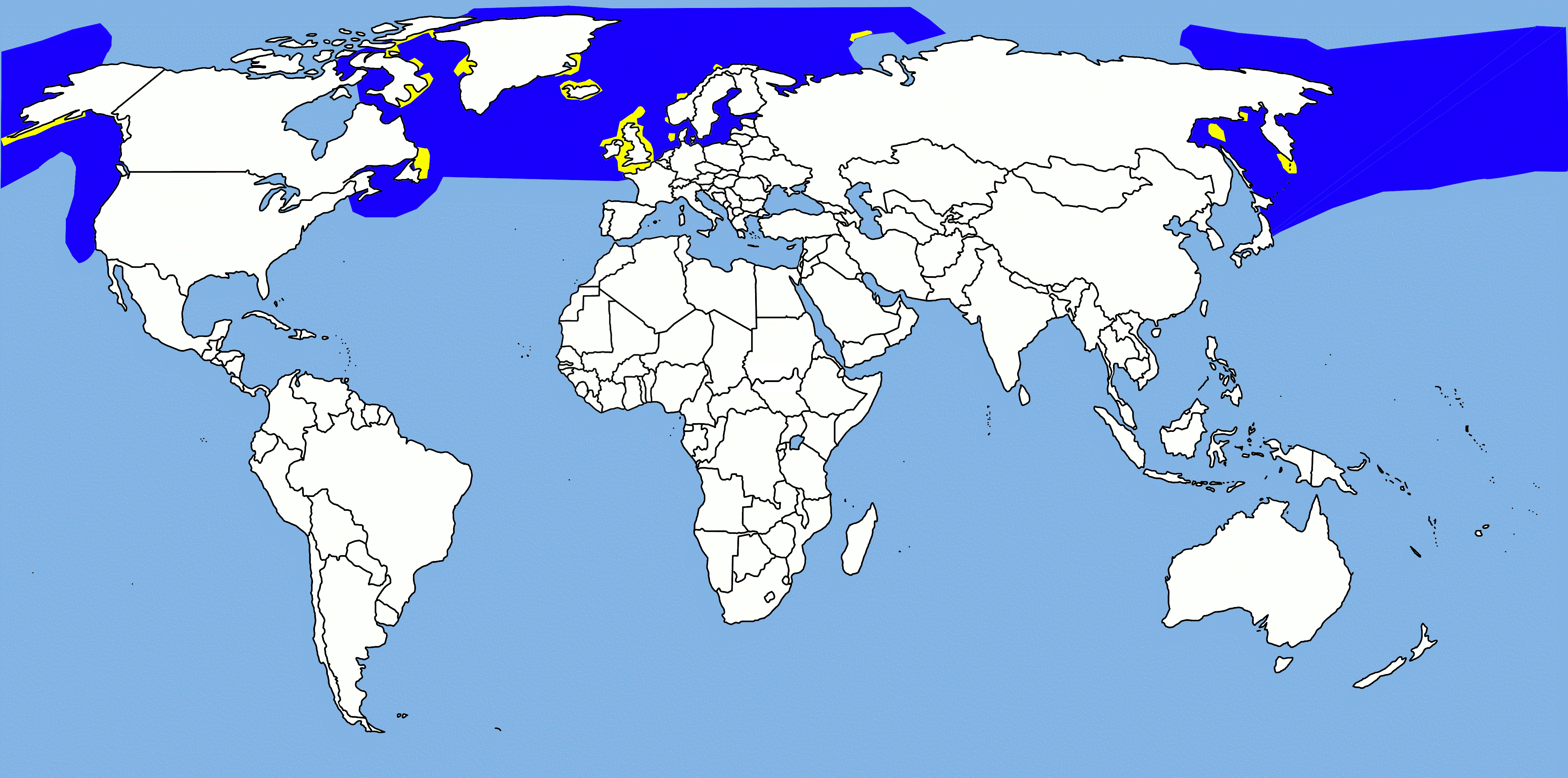
繁殖地（黄色）、非繁殖地（青色）

北大西洋、北太平洋、北極海の島々および海岸で繁殖する。冬季には南下して越冬する。
種小名 glacialis は「氷の」の意で、極地にも分布することに由来する。
日本では本州北部以北の海域で一年中みられるが、日本国内には繁殖地は確認されていない。夏の方が多数観察される。

## 形態
全長約48cm (43-52cm)。翼開長約107cm (101-117cm)。ウミネコぐらいの大きさで、体形はがっちりとして太く、頸部が短い。翼は幅広くやや短い。カモメ亜科に似るが、カモメはチドリ目であり、本属とは縁が遠い。嘴は太くて短く、管鼻が発達する。
全身が黒褐色の羽毛で覆われる個体（暗色型）と、胴体背面や翼、尾羽が青みがかった灰色、頭部と腹面が白い羽毛で覆われる個体（淡色型）、背面が淡灰色、頭部や腹面が白い羽毛で覆われる個体（白色型）がいる。日本では、暗色型が多い。初列風切の基部に白い斑紋がある。
嘴は黄色だが、黒褐色の個体もいる。足はピンク色。

## 生態
海洋に生息する。非繁殖時には1羽もしくはばらついた群れで生活していることが多い。はばたきと滑空を繰り返して飛ぶが、ミズナギドリ属 (Puffinus) に比べると翼が幅広くて短く、はばたきはしなやかではない。
属名 Fulmarus や和名のフルマ、英名の fulmar はノルウェー語で「悪臭のするカモメ」の意がある fulma （英語の foul と mew =gull）に由来し、ミズナギドリ科の構成種は本種に限らず危険を感じると口から液体を吐き出す防御行動を取ることに由来する。
食性は動物食で、魚類、甲殻類、軟体動物などを食べる。海上を飛翔しながら、水面で餌を捕食する。また、漁船の周囲に集まり廃棄された魚のアラを狙うこともある。
繁殖形態は卵生。繁殖時はコロニーを形成する。海岸や島の断崖に草や石を並べただけの巣を作り、1回に1個の卵を産む。卵は白色無斑。雌雄が交替で抱卵し、抱卵期間はおよそ40日ぐらい。雌雄で育雛を行い、巣立ちまでは約60日である。

## 画像

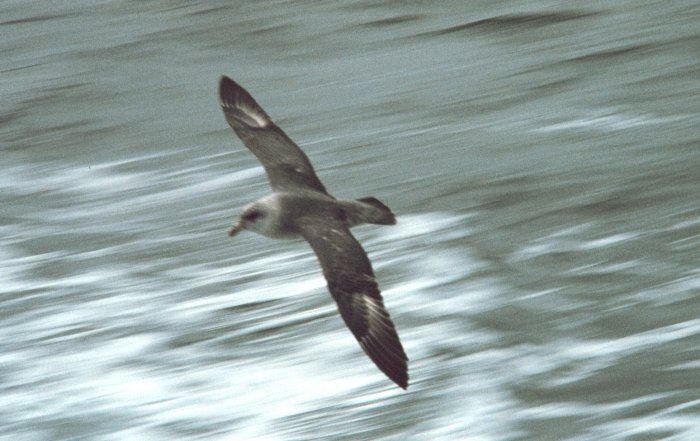
淡色型
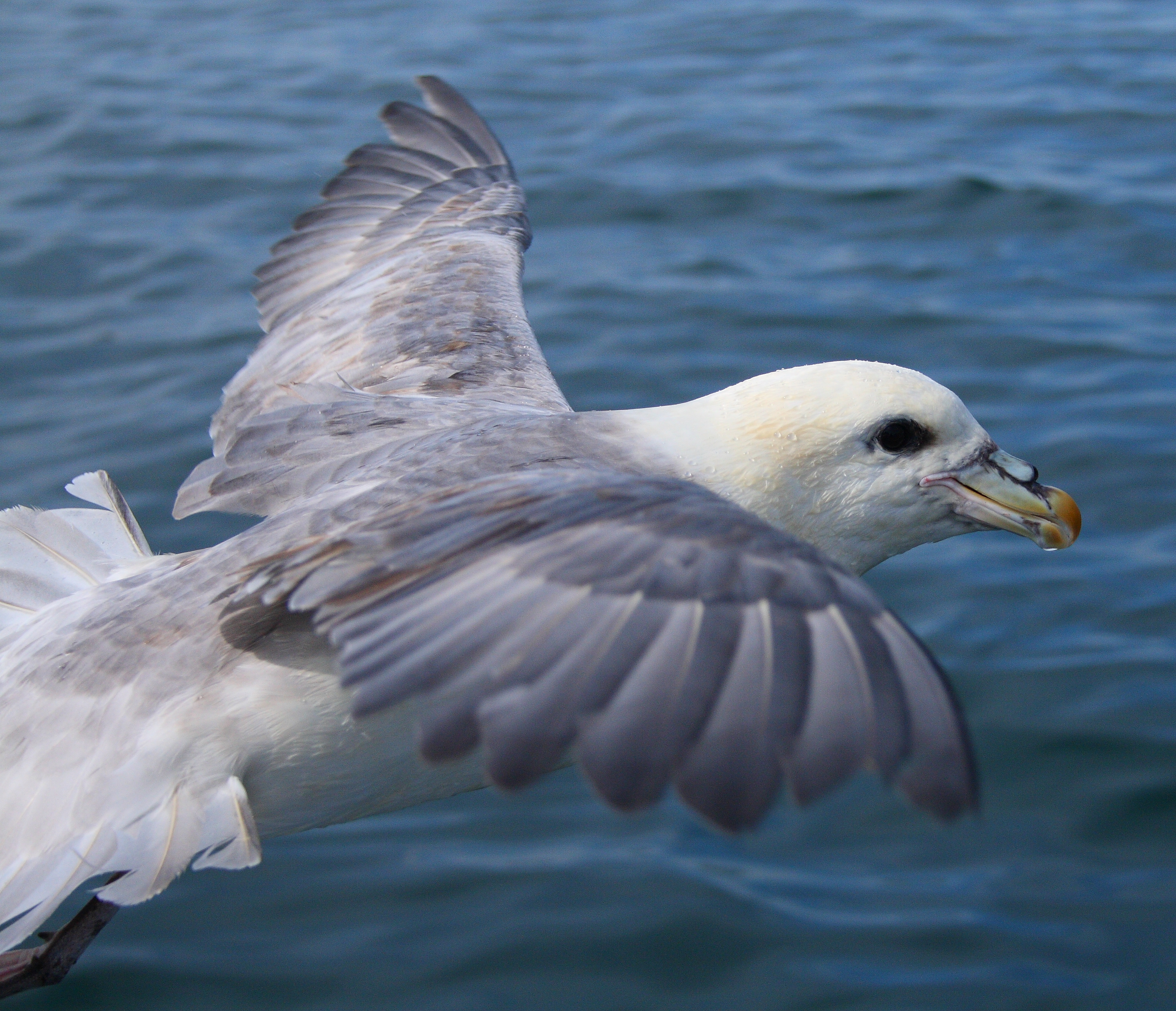
白色型
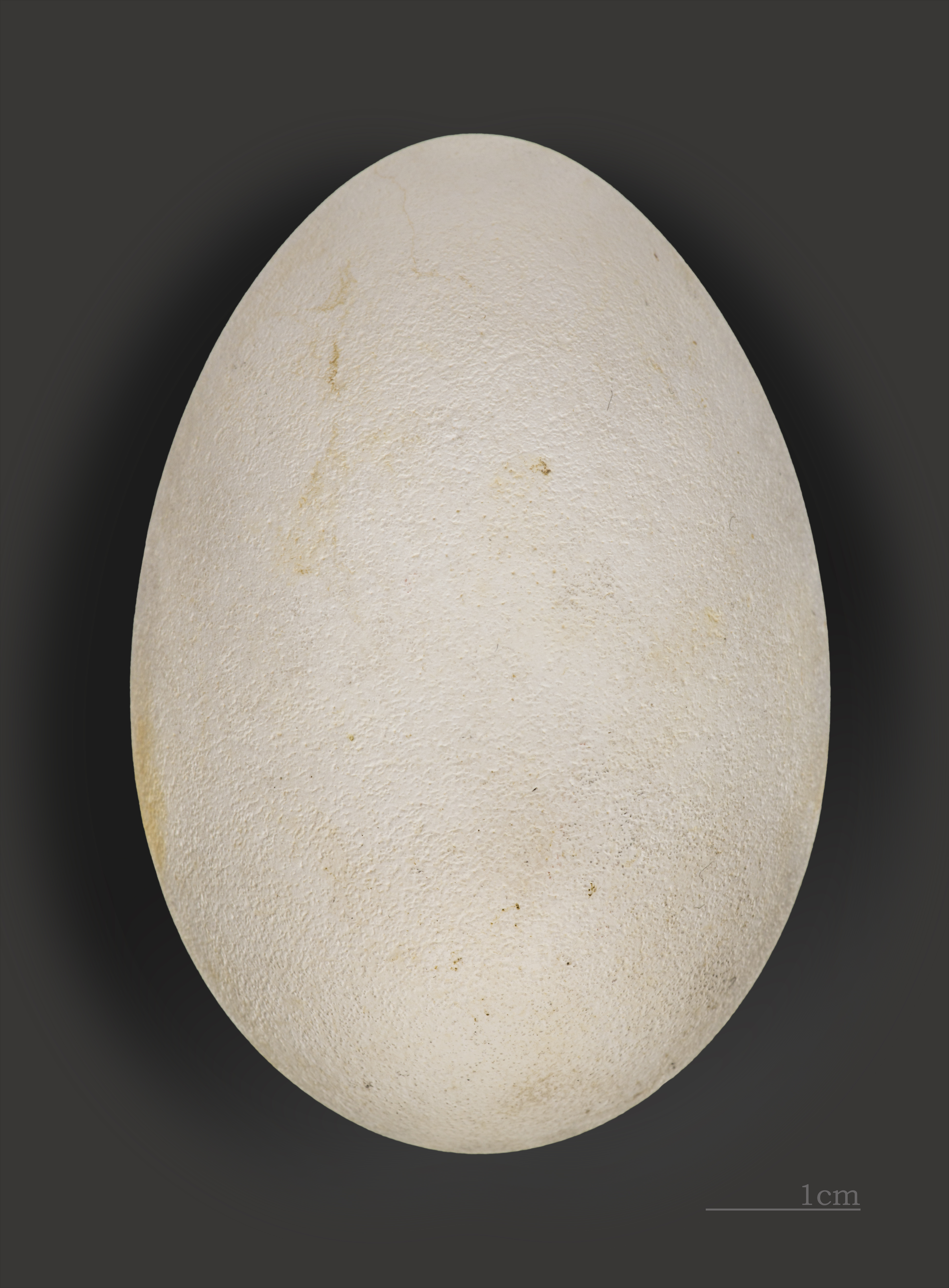
卵